# Fast (ultraljud)
Fast (efter engelskans: Focused Assessment with Sonography for Trauma) är ett ultraljudsbaserat undersökningsprotokoll utvecklat för att bedöma förekomst av blödning inom traumasjukvård. Protokollet genomförs genom att placera en ultraljudsprob på fyra stycken fördefinierade punkter på den undesöktes kropp. Metoden är anpassad för att användas av den omhändertagande akutläkaren eller kirurgen för att kunna utföra bilddiagnostik på akutrummet utan att passera röntgenavdelningen. Undersökningen används enbart för att bedöma förekomst av blödning och innebär inte någon egentlig bedömning av de inre organen.
Fast-protokollet har gradvis blivit en välanvänd metod inom traumasjukvården under 2000- och 2010-talen världen över. Det ingår som ett möjligt steg i ATLS algoritm för första omhändertagande vid fysiskt trauma. Undersökningsmetodens specificitet är mycket hög, men sensitiviteten är lägre. I en systematisk översikt publicerad 2015 av Cochrane konstaterade man att det dåvarande kunskapsläget var otillräckligt för att påvisa några säkra positiva effekter av Fast som verktyg i traumasjukvården.

## Positioner
Fast-protokollet använder sig av en ultraljudsprob riktad i fyra standardiserade positioner för att bedöma förekomst av blödning i bukhåla eller hjärtsäck.
- Mot epigastriet riktat snett uppåt mot hjärtat: för bedömning av hjärtsäcken
- Mot övre höger kvadrant: för att söka blodansamling vid lever eller mellan levern och höger njure
- Mot övre vänster kvadrant: för att söka blodansamling vid mjälten
- Mot buken ovanför blygdbenet: för att bedöma blodansamling i bäckenet

Genomförd av en van undersökare bör ultraljudsundersökningen inte ta mer än 3 till 5 minuter.
En utökad version av Fast kallad eFast (e för extended) som inkluderar fyra ytterligare positioner över bröstkorgen introducerades 2004. Syftet med de extra positionerna är att kunna bedöma förekomst av pneumothorax eller pleuravätska.